# Megarhyssa arisana
Megarhyssa arisana là một loài tò vò trong họ Ichneumonidae.